# Ted Gaier

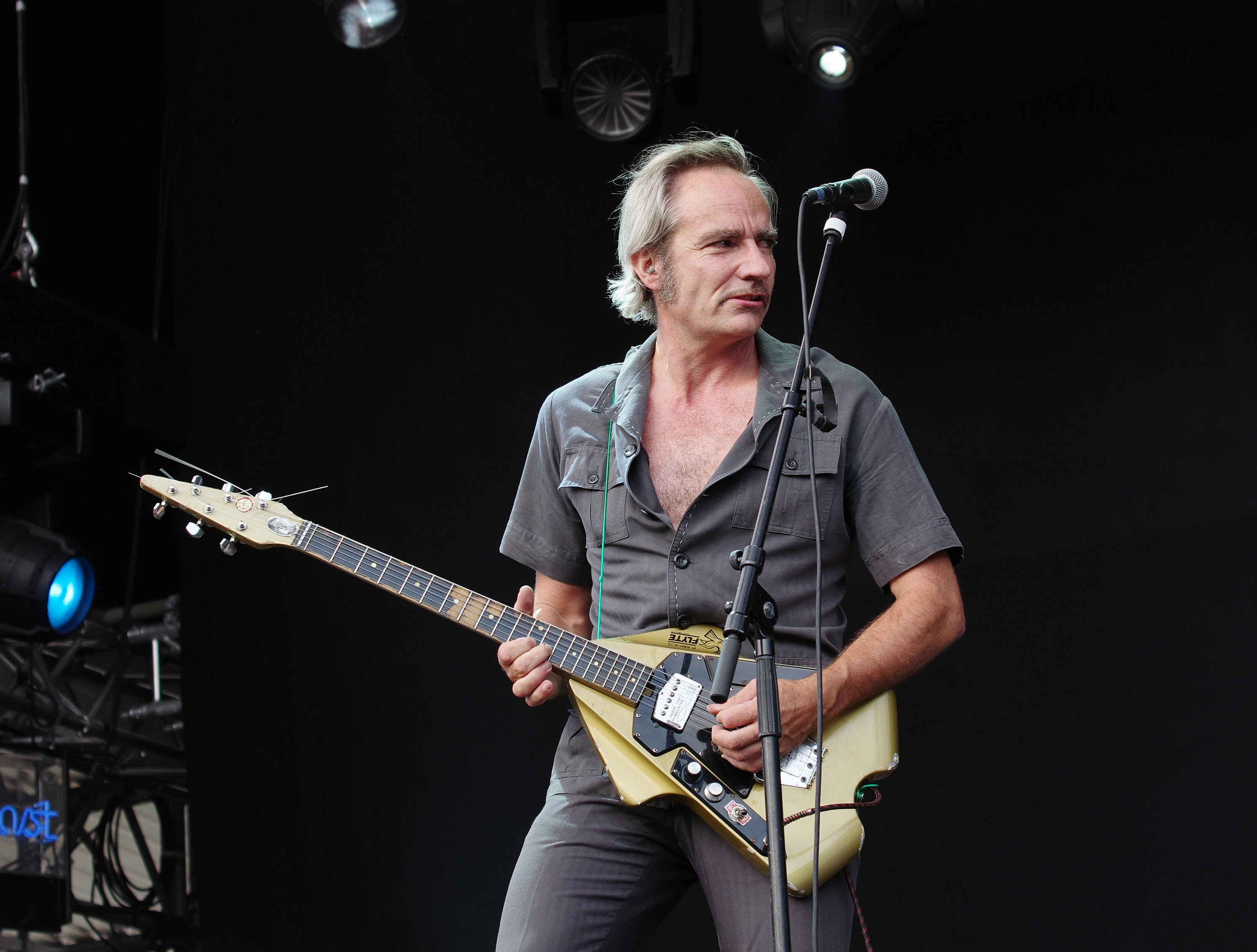
Ted Gaier beim Auftritt der Band Die Goldenen Zitronen auf dem Haldern Pop Festival 2013

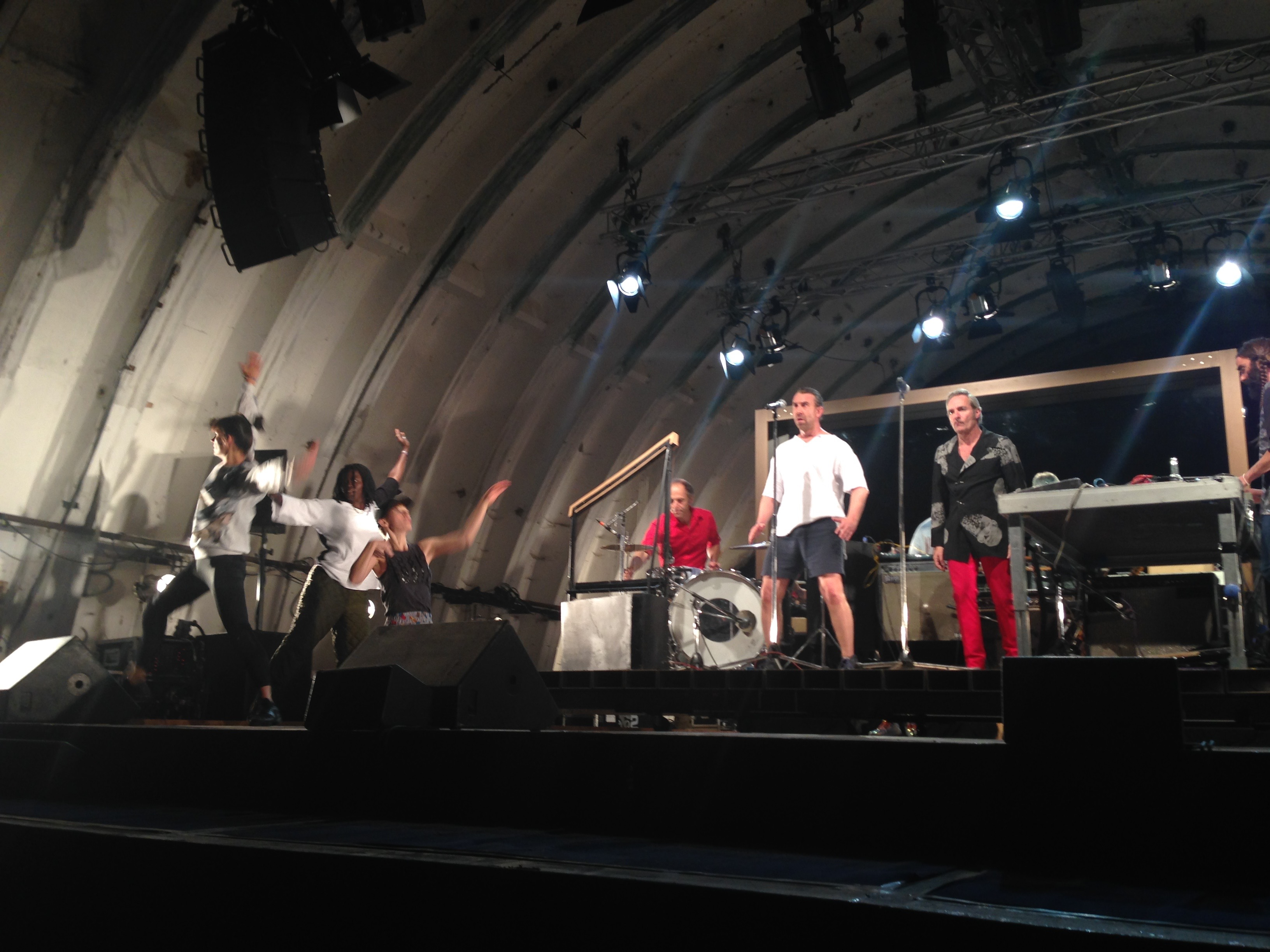
Ted Gaier im Stück Not Punk, Pololo von Ginterdorfer/Klaßen (2015)

Ted Gaier (* 1964 in Stuttgart) ist ein deutscher Musiker, Regisseur und Darsteller. Er ist Mitbegründer des Musiklabels Buback und der Hamburger Band Die Goldenen Zitronen, deren Texter, Bassist, Gitarrist und Keyboarder er bis heute ist.

## Biografie
Seine Mutter ist die Filmemacherin und Künstlerin Margit Czenki. Mit ihr lebte Gaier als Kind in einer Münchner Hippie-Kommune, in der später Rainer Langhans und Uschi Obermaier verkehrten. 1971 verübte sie einen Banküberfall, weshalb sie eine mehrjährige Haftstrafe verbüßen musste. Während der Haftzeit seiner Mutter wuchs Gaier bei seinem bürgerlich-konservativ lebenden Vater in Ulm auf. Nachdem er die Schule in Ulm in der 11. Klasse abgebrochen hatte, besuchte Ted Gaier, der Legastheniker ist, ab seinem 18. Lebensjahr eine Fachoberschule für Grafik in Hamburg, an der er ein Fachabitur ablegen konnte.
Neben seiner Hauptband, den Goldenen Zitronen, arbeitet Gaier regelmäßig mit und an anderen Bandprojekten (Die Stars, 3 Normal Beatles (mit Julius Block), Les Robespierres, Schwabinggrad Ballett) und zeigt sich als Produzent diverser Tonträger verantwortlich (unter anderem Schnipo Schranke, Robespierres, L’ Amerique sowie als Mitproduzent der letzten sechs „Zitronen“-LPs).
Zudem führte Gaier Regie bei zahlreichen Musikvideoclips. Das Musikvideo Die Goldenen Zitronen: Der Investor, dass er zusammen mit Timo Schierhorn und Katharina Duve realisierte, wurde 2014 bei den Oberhausener Kurzfilmtagen ausgezeichnet.
Seit einiger Zeit macht er auch Theatermusik, zum Beispiel für das Stück Die heilige Johanna der Schlachthöfe am Schauspielhaus Hannover. Daneben ist Gaier noch als Schauspieler tätig. So spielt er beispielsweise in dem von ihm, Peter Ott und Peter Purtschert geschriebenen und gemeinsam mit Peter Ott inszenierten Film Hölle Hamburg mit.
Des Weiteren gründete Gaier 1987 zusammen mit seinem damaligen Bandkollegen Ale Dumbsky von Die Goldenen Zitronen in der Buttstraße 50 in Hamburg-Altona, wo sie in einer Wohngemeinschaft lebten, das Musiklabel Buback. Im Folgejahr stieg Gaier allerdings aus. Gaier, der zusammen mit Blumfeld-Sänger Jochen Distelmeyer in der Buttstraße wohnte, ist auf dem Cover des Blumfeld-Albums Testament der Angst abgebildet. Zeitweise war Ted Gaier außerdem Buchhalter des Techno-Labels Disko B in München.
Am 20. Februar 2020 erschien sein Buch Argumentepanzer, welches vom Verbrecher Verlag herausgebracht wurde. Das Buch enthält Artikel für Zeitungen und Magazine, Essays und Songtexte von Gaier, die in den vergangenen 20 Jahren veröffentlicht wurden.

## Filmografie (Auswahl)
- 1988: Ballhaus Barmbek (Spielfilm), (Darsteller) – Regie: Christel Buschmann
- 1994: Swingpfennig/Deutschmark (Fernsehfilm), (Darsteller) – Regie: Margit Czenki
- 1999: Park Fiction – Die Wünsche werden die Wohnung verlassen und auf die Strasse gehen (Dokumentarfilm), (Filmmusik) – Regie: Margit Czenki
- 2002: Flimmern (Musikvideo), (Regie)
- 2003: Golden Lemons (Dokumentarfilm), (Mitwirkung) – Regie: Jörg Siepmann
- 2007: Hölle Hamburg (Spielfilm), (Regie, Drehbuch, Darsteller)
- 2007: Übriggebliebene ausgereifte Haltungen (Dokumentarfilm), (Mitwirkung) – Regie: Peter Ott
- 2013: Die Goldenen Zitronen: Der Investor (Musikvideo), (Regie)
- 2018: Das Milan-Protokoll (Spielfilm), (Filmmusik) – Regie: Peter Ott
- 2022: Klassenverhältnisse am Bodensee (Dokumentarfilm), 82 min, Regie: Ariane Andereggen und Ted Gaier, Musik u. a. von Ted Gaier

## Hörspiel
- Ariane Andereggen und Ted Gaier: The Actor is present: Eine Innensicht. Regie und Autorschaft: mit Mona Petri, Fabian Krüger, Anne Haug, Tucké Royale u. a., SWR, 11.05.2018[11]

## Literarische Werke
- 2020: Argumentepanzer. Verbrecher Verlag, Berlin 2020, ISBN 978-3-95732-426-9

## Auszeichnungen
- 2014: MuVi Award für das Musikvideo Die Goldenen Zitronen: Der Investor bei den Oberhausener Kurzfilmtagen
- 2019: Preis der deutschen Filmkritik in der Kategorie Beste Musik für den Spielfilm Das Milan-Protokoll